# Xi Aihua
Xi Aihua (chiń. 奚爱华; ur. 27 stycznia 1982 w Shandong) – chińska wioślarka.

## Osiągnięcia
- Mistrzostwa Świata – Mediolan 2003 – czwórka podwójna – 11. miejsce[1].
- Mistrzostwa Świata – Eton 2006 – czwórka podwójna – 4. miejsce[1].
- Mistrzostwa Świata – Monachium 2007 – czwórka podwójna – 3. miejsce[1].
- Igrzyska Olimpijskie – Pekin 2008 – czwórka podwójna – 1. miejsce[1].